# كمال الدين صلاح
محمد كمال الدين صلاح (28 مايو 1910 - 16 أبريل 1957) كان دبلوماسي مصري عٌين قنصلاً لمصر في العاصمة الصومالية مقديشيو، حينما كانت الصومال تخضع لنظام الوصاية وكان عضواً ومندوباً لمصر في مجلس الوصاية الاستشاري الذى شكلته الأمم المتحدة والذي كٌلف بمراقبة عملية الانتقال من مرحلة الوصاية إلى الاستقلال.
في 16 أبريل وحينما كان متجهًا إلي القنصلية المصرية التي وصلها في حوالي الساعة الواحدة ظهرًا، هاجمه شاب صومالي وطعنه بخنجر مسموم سبع طعنات، وفي الطعنة الثامنة ترك القاتل الخنجر في ظهره بعد أن تجمع الناس في حديقة القنصلية، وقاموا بالقبض عليه. وقد كشفت التحقيقات أن الجاني يدعى محمد عبد الرحمن في الثلاثين من عمره وأنه كان قد درس في الأزهر الشريف علي نفقة الحكومة المصرية. وبذلك أصبح محمد كمال الدين صلاح أول دلبوماسي مصري يٌقتل في الخارج.

## مسيرته
تخرج كمال الدين من كلية الحقوق عام 1932م، فاشتغل بالمحاماة قبل أن يلتحق بالسلك الدبلوماسي. وكان أول تعيينه كسفير لمصر عندما عين سفيرًا في القدس وتم نقله إلى اليابان إبان الحرب الصينية اليابانية، ثم نٌقل إلى لبنان ونُقل بعدها إلى اليونان ثم اللأردن، تشيكوسلوفاكيا، سوريا ثم قنصلًا في مرسيليا حتى عٌين كعضو في المجلس الاستشاري في الصومال.

## عمله في الصومال
اختارت مصر كمال الدين صلاح عام 1954م، ليكون ممثل مصر في المجلس الاستشاري لمجلس الوصاية الثلاثي، والذي شكلته الأمم المتحدة من مصر، الفلبين وكوبا عام 1950م ليتولى الإشراف على الحكومة المحلية الصومالية لمدة عشر سنوات تنتهي عام1960، وحينها تتولى الصومال حكم نفسها بنفسها.
عمل على بذل جهود كبيرة في سبيل تحقيق الصومال لاستقلاله قبل نهاية فترة الوصاية حيث قام بتدعيم اللغة العربية والثقافة الإسلامية وعمل على إنشاء مركز ثقافي يتكون من مدرسة ثانوية، مكتبة، عيادة خارجية، دار للمعلمين وسينما، وطلب من مصر إرسال بعثة تعليمية دينية ومدنية فأرسلت بعثة مكونة من 19 معلمًا ومعلمةً، بجانب 7 من علماء الأزهر. وعمل على إصلاح الاقتصاد الصومالي، وذلك باستعانة خبراء من الأمم المتحدة والحصول على مساعدات من البنك الدولي وتسهيل عمليات إقراض للصوماليين وخلق رأس مال صومالي وتعليم الصوماليين الصناعات المنزلية، كما استدعى خبيرًا مصريًا لزراعة القطن في الصومال.